# クラシック音楽の音楽コンクール一覧
クラシック音楽の音楽コンクール一覧は、クラシック音楽の演奏、作曲に関するコンクールの一覧である。

## 西ヨーロッパ

### アイルランド
- AIC/Mostly Modern国際作曲コンクール

### イギリス
- ウィンザー祝祭国際弦楽コンクール
- カール・フレッシュ国際ヴァイオリン・コンクール
- ユーディ・メニューイン国際コンクール
- ライオネル・ターティス国際ヴィオラ・コンクール
- ICOMS国際作曲コンクール

### イタリア
- アルベルト・クルチ国際ヴァイオリン・コンクール
- ヴァルセージア国際音楽コンクール
- ヴァレンティーノ・ブッキ国際作曲コンクール
- ヴィオッティ国際音楽コンクール
- ウディネ市国際作曲コンクール
- エジディオ・カレッラ国際作曲コンクール
- カミロ・トンニへ捧ぐ国際作曲コンクール
- ソンゾーニョ・コンクール
- デュエ・アゴースト・国際作曲コンコルソ
- パガニーニ国際コンクール
- ミケランジェロ・アバド国際ヴァイオリン・コンクール
- リーズ国際ピアノ・コンクール
- ロドルフォ・リピツァー賞国際ヴァイオリン・コンクール

### オランダ
- 国際 Geelvinck フォルテピアノ・コンクール

### オーストリア
- ブラームス国際コンクール
- フリッツ・クライスラー国際コンクール
- モーツァルト国際コンクール

### スイス
- ジュネーヴ国際音楽コンクール
- ティボール・ヴァルガ国際ヴァイオリン・コンクール

### スペイン
- パブロ・サラサーテ国際ヴァイオリン・コンクール
- マリア・カナルス・バルセロナ国際音楽演奏コンクール
- パロマオシェイ国際ピアノコンクール

### ドイツ
- ARDミュンヘン国際音楽コンクール
- アロイス・コットマン賞
- ハノーファー・ヨーゼフ・ヨアヒム国際ヴァイオリン・コンクール
- マルクノイキルヘン国際器楽コンクール
- メンヘェングラートバハ市国際作曲コンクール
- ヨハン・ゼバスティアン・バッハ国際コンクール
- ルートヴィヒ・シュポア国際ヴァイオリン・コンクール
- レオポルト・モーツァルト国際ヴァイオリン・コンクール

### フランス
- アンサンブル・アレフ主催国際作曲フォーラム
- ジャン＝ピエール・ランパル国際フルートコンクール
- ロン＝ティボー国際コンクール

### ベルギー
- エリザベート王妃国際音楽コンクール

### ポルトガル
- ポルトガル・ポルト市国際音楽コンクール

## 北ヨーロッパ

### デンマーク
- カール・ニールセン国際音楽コンクール

### フィンランド
- シベリウス国際ヴァイオリン・コンクール

## 中部ヨーロッパ

### セルビア
- ベオグラード国際青年音楽コンクール

### チェコ
- プラハの春国際音楽コンクール

### ハンガリー
- ブダペスト国際音楽コンクール
- カール・フレッシュ国際ヴァイオリン・コンクール

### ポーランド
- ヴィトルト・ルトスワフスキ国際作曲コンクール
- ヴィトルト・ルトスワフスキ国際チェロコンクール
- 音楽的個性に関る国際コンクール
- カジミェシュ・セロツキ国際作曲コンクール
- ショパン国際ピアノコンクール
- ヘンリク・ヴィエニャフスキ国際ヴァイオリン・コンクール
- リピンスキ・ヴィエニヤフスキ国際コンクール

### ルーマニア
- ジュネス・ミュジカル・ロマニア主催ブカレスト国際音楽コンクール

## 東ヨーロッパ

### ウクライナ
- ダヴィッド・オイストラフ国際ヴァイオリン・コンクール

### ロシア
- ショスタコーヴィチ国際作曲コンクール
- チャイコフスキー国際コンクール
- パガニーニ・モスクワ国際ヴァイオリン・コンクール

## 北アメリカ

### アメリカ
- インディアナポリス国際ヴァイオリン・コンクール
- ヴァン・クライバーン国際ピアノコンクール
- ジーナ・バッカウアー国際ピアノコンクール

### カナダ
- モントリオール国際音楽コンクール

## オセアニア

### オーストラリア
- シドニー国際ピアノコンクール

## 東アジア

### 日本
- 福山音楽コンクール
- 京都国際音楽コンクール
- 芥川作曲賞
- アマチュアピアノコンクール
- アンリミテッド国際音楽コンクール
- 飯塚新人音楽コンクール
- 泉の森ジュニアチェロコンクール
- 伊勢志摩国際作曲コンクール
- イタリア声楽コンコルソ
- コンコルソムジカアルテ
- 入野賞
- 江藤俊哉ヴァイオリンコンクール
- NHK全国学校音楽コンクール
- 大阪国際音楽コンクール
- ガスパール・カサド国際チェロ・コンクール
- こども音楽コンクール
- コンセール・マロニエ21
- 静岡国際オペラコンクール
- ジュニア＆学生国際音楽コンクール
- ジロー・オペラ賞
- 吹田音楽コンクール
- 仙台国際音楽コンクール
- 全日本学生音楽コンクール
- 高松国際ピアノコンクール
- 宝塚ベガ音楽コンクール
- 武生作曲賞
- デザインK国際音楽コンクール
- デザインK国際ピアノコンクール
- 東京音楽コンクール
- 西日本国際音楽コンクール
- 日伊声楽コンコルソ
- 日本音楽コンクール
- 日本管打楽器コンクール
- 日本クラシック音楽コンクール
- 日本国際音楽コンクール
- 日本木管コンクール
- ノーヴイ国際音楽コンクール
- 浜松国際ピアノコンクール
- 国際オーボエコンクール
- ビバホールチェロコンクール
- フォーバルスカラシップ・ストラディヴァリウス・コンクール
- 北陸新人登竜門コンサート
- 松方ホール音楽賞
- ヨーロッパ国際ピアノコンクール・イン・ジャパン

## 各国
- ユーロビジョン・ヤング・ミュージシャンズ
- 若い音楽家のためのチャイコフスキー国際コンクール